# التصنيفات الدولية لتونس
تحتوي هذه المقالة على مختلف التصنيفات الدولية للجمهورية التونسية.

## عام
| المؤشر             | السنة | الرتبة             | ملاحظات                                                                                                |
| ------------------ | ----- | ------------------ | --- |
| مؤشر البلد الجيد   | 2014  | 56 من 125          | |
| مؤشر التنوع اللغوي | 2009  | 0.012 (191 من 209) | 0 يعني أن كل المتساكنين لديهم نفس اللغة الأم، و1 يعني أن المتساكنين لديهم على الأقل لغتي أم مختلفيتين. |

## الزراعة
| المؤشر                                    | السنة | الرتبة                          | ملاحظات |
| ----------------------------------------- | ----- | ------------------------------- | ------- |
| أكبر الدول المنتجة للسلع الزراعية (الفاو) | 2013  | المرتبة الخامسة في تصدير الرمان |         |

## الاقتصاد
| المؤشر                    | السنة     | الرتبة     | ملاحظات |
| ------------------------- | --------- | ---------- | ------- |
| تقرير التنافسية العالمي   | 2015-2016 | 92 من 140  |         |
| مؤشر الحرية الاقتصادية    | 2015      | 107 من 165 |         |
| مؤشر الابتكار العالمي     | 2015      | 81 من 133  |         |
| مؤشر الابتكار الدولي      | 2009      | 41 من 110  |         |
| مؤشر التعقيدات الاقتصادية | 2009      | 47 من 128  |         |
| نسبة البطالة              | 2014      | 15.2%      |         |

- المنظمة العالمية للملكية الفكرية: مؤشر الابتكار العالمي 2024, ranked 81 out of 133 countries

## التعليم
| المؤشر                            | السنة | الرتبة                                                       | ملاحظات                                                 |
| --------------------------------- | ----- | ------------------------------------------------------------ | ------------------------------------------------------- |
| مؤشر التعليم                      | 2013  | 0.621 (103 من 195)                                           | 0 أسوأ تعليم و1 أفضل تعليم.                             |
| البرنامج الدولي لتقييم الطلبة     | 2012  | 59 من 65 في الرياضيات 61 من 65 في العلوم 56 من 65 في القراءة | الدولة الأفريقية الوحيدة.                               |
| نسبة المحصلين                     | 2015  | 81.8%                                                        |                                                         |
| تقييم ويبوميتركس العالمي للجامعات | 2015  | أول جامعة تونسية في المرتبة 972 2                            | جامعة تونس المنار هي أول جامعة تونسية في المرتبة 972 2. |